# Iwan Kolessa
Iwan Mychajlowytsch Kolessa (ukrainisch Іван Михайлович Колесса; * 1864 in Chodowytschi, Galizien, Österreich-Ungarn; † 8. Februar 1898 in Lemberg, Österreich-Ungarn) war ein ukrainischer Folklorist und Ethnograph.

## Leben
Iwan Kolessa kam im Dorf Chodowice, dem heutigen Chodowytschi im Rajon Stryj der ukrainischen Oblast Lwiw als der ältere Bruder von Oleksandr Kolessa und Filaret Kolessa zur Welt. In Krakau absolvierte er die Jagiellonen-Universität und begann später, unter dem Einfluss von Iwan Franko, mit dem er korrespondierte, ukrainische Volkslieder zu sammeln und zu veröffentlichen. 
Iwan Kolessa verfasste ethnographische und folkloristische Studien, insbesondere die 1889 in polnischer Sprache publizierte Geburt, Taufen, Hochzeiten und Beerdigungen der ukrainischen Bevölkerung im Dorf Chodowytschi des Bezirks Stryj und die 1901 in ukrainischer Sprache veröffentlichte Sammlung Galizisch-russische Volkslieder mit Melodien. Kolessa starb in Lemberg und wurde dort auf dem Lytschakiwski-Friedhof bestattet.